# Jaime Silva Gómez
Jaime Silva Gómez (Bogotá, 1935. október 10.  – Tarragona, 2003. április 25.)  kolumbiai válogatott labdarúgó. 

## Pályafutása

### Klubcsapatban
1954 és 1965 között az Independiente Santa Fe játékosa volt. Kétszeres kolumbiai bajnok.

### A válogatottban
1957 és 1963 között 11 alkalommal szerepelt a kolumbiai válogatottban. Részt vett az 1962-es világbajnokságon, illetve az 1957-es és az 1963-as Dél-amerikai bajnokságon.

## Sikerei
Independiente Santa Fe
- Kolumbiai bajnok (2): 1958, 1960